# Cologne Centurions

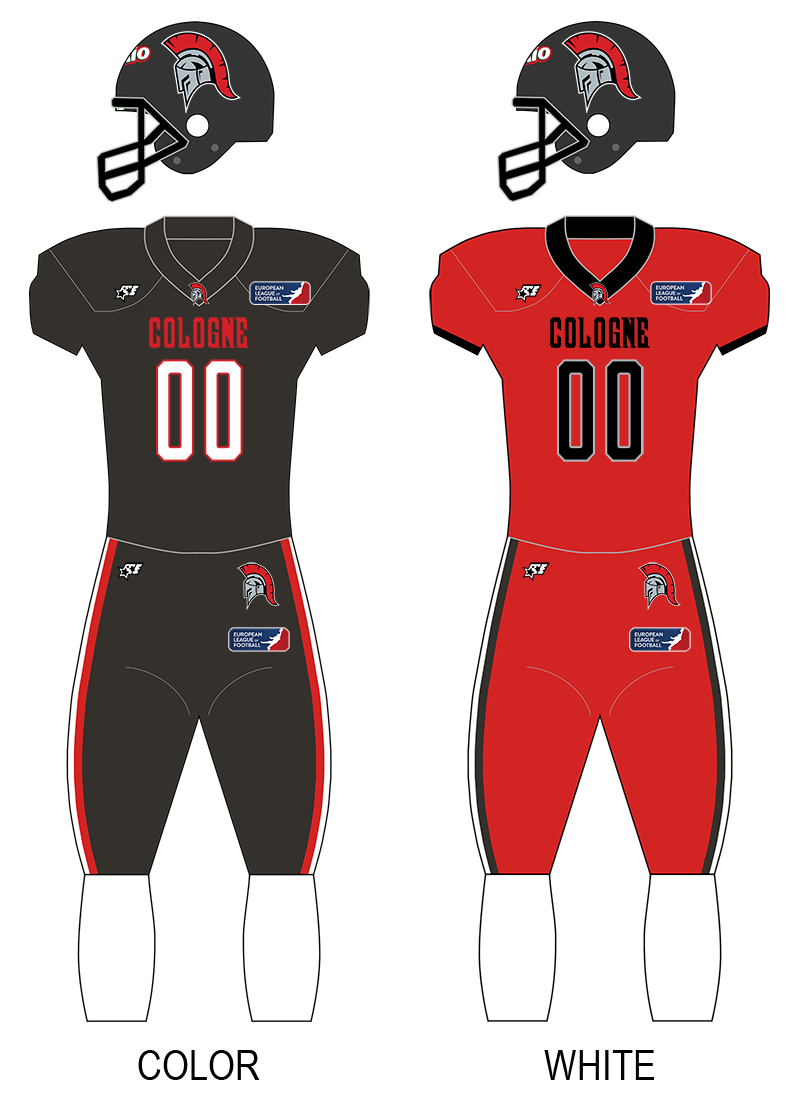
Dresy týmu

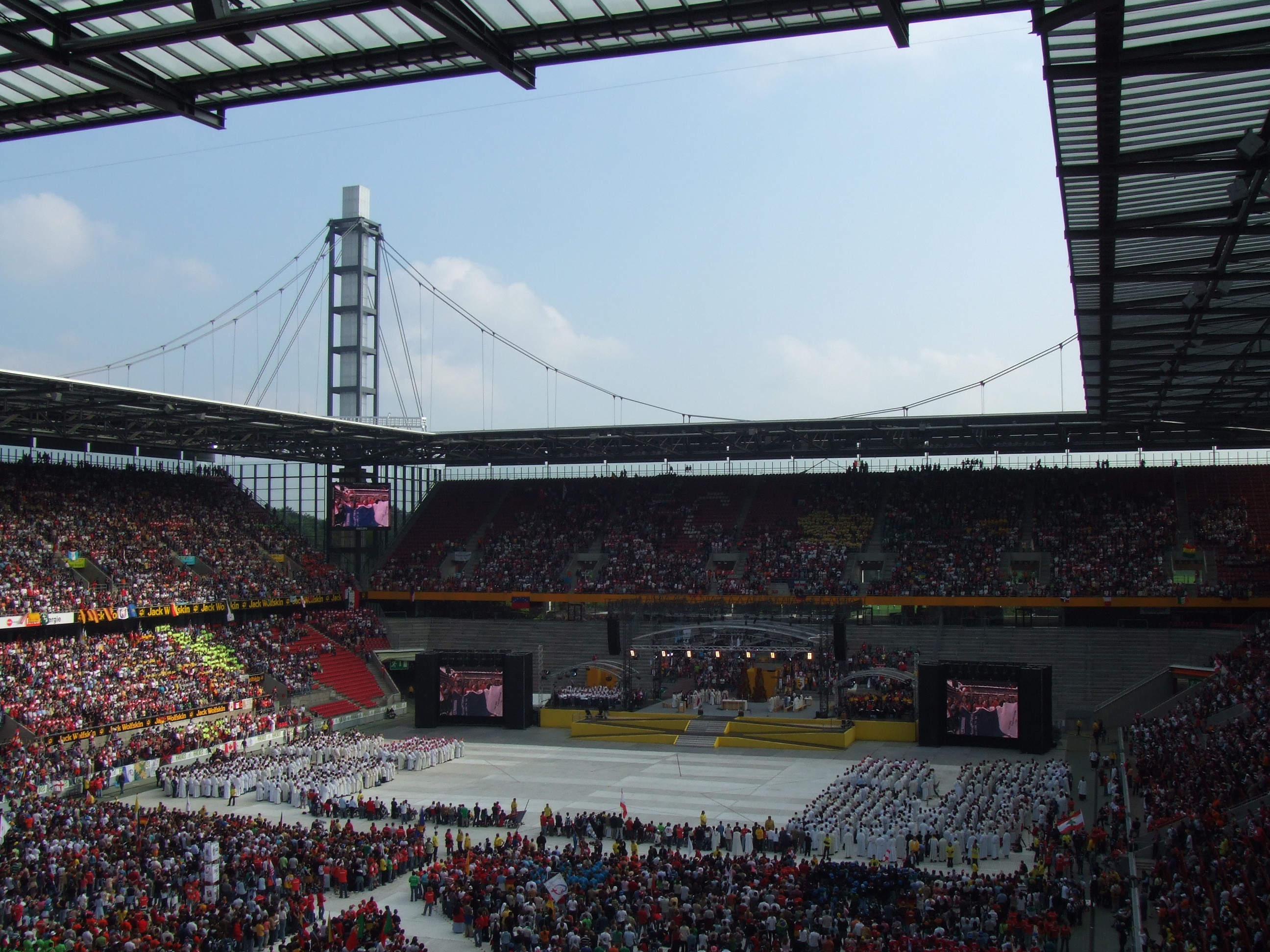
Domácí stadion týmu Centurions

Cologne Centurions je profesionální tým amerického fotbalu, sídlící v Kolíně nad Rýnem. Tým vznikl v roce 2004 a od sezóny 2021 hraje European League of Football. 

## Historie
V roce 2021 byl klub obnoven a přihlášen do 1. ročníku European League of Football což je následovník NFL Europe, která se hrála v Evropě do roku 2007. Tým skončil na 2. místě v Jižní divizi a postoupil do play off, ale v semifinále prohrál s Frankfurt Galaxy.